# Pregarten
Pregarten település Ausztriában, Felső-Ausztria tartományban, a Freistadti járásban, területe 27,8 km².

## Fekvése
Tengerszint feletti magassága 425 méter. Pregarten Neumarkt im Mühlkreis, Kefermarkt, Gutau, Tragwein, Ried in der Riedmark, Wartberg ob der Aist és Hagenberg im Mühlkreis településekkel határos.

## Népesség
Lakosainak száma 5293 fő (2018. január 1.).